# Pigs Is Pigs (film 1910)
Pigs Is Pigs è un cortometraggio muto del 1910. Il nome del regista non viene riportato. La storia è tratta dal libro di Ellis Parker Butler che venne portata più volte sullo schermo, tra cui dall'omonimo film del 1954 di Walt Disney, premio Oscar per il miglior cortometraggio di animazione.
Il film fu l'esordio sullo schermo di Jessie Stevens.

## Trama
Il signor Morehousem volendo fare un regalo al suo bambino, ordina una coppia di porcellini d'India che dovranno arrivargli per posta. Quando però va a ritirarli all'ufficio postale gestito da Mike Flannery, tra i due nasce una violenta discussione. Flannery vuole infatti fargli pagare una tariffa di trenta centesimi assegnata al bestiame perché, secondo lui, "i maiali sono maiali"; Morehouse, ribattendo che quelli sono animali domestici, con una tariffa di venticinque centesimi, si rifiuta di farlo. Dopo una feroce litigata, Moorehouse se ne va sbattendo la porta senza ritirare i porcellini che restano a Flannery. Morehouse scrive all'azienda una lettera di protesta che viene inoltrata e la cui risposta, che gli arriva un paio di settimane più tardi, gli consiglia di rivolgersi al dipartimento reclami. Intanto la famiglia di cavie è leggermente aumentata. Mentre l'ufficio reclami considera la questione, passa parecchio tempo e il numero dei porcellini cresce ancora. Infine la compagnia giunge alla conclusione di fare riferimento al parere di un esperto che abita all'altro capo del mondo per avere la corretta classificazione di genere degli animali. Dopo qualche mese, arriva la risposta e la compagnia avvisa Morehouse che i suoi sono animali domestici e che può andarli a ritirare pagando la tariffa di venticinque centesimi. Flannery, felice di disfarsi delle cavie, consegna Morehouse la spedizione, composta ora da diverse migliaia di porcellini d'India. Il signor Morehouse, tuttavia, non ha alcuna intenzione di prendere niente di più dei due porcellini ordinati e se ne va lasciando tutti gli altri in custodia a Flannery.

## Produzione
Il film fu prodotto dalla Edison Manufacturing Company.

## Distribuzione
Distribuito dalla General Film Company, il film - un cortometraggio in una bobina - uscì nelle sale cinematografiche degli Stati Uniti il 14 dicembre 1910.

## Differenti versioni
- Pigs Is Pigs (senza regista) (1910)
- Pigs Is Pigs, regia di George D. Baker (1914)
- Pigs Is Pigs, regia di Jack Kinney Premio Oscar 1955 (1954)